# Nothopleurus maxillosus
Nothopleurus maxillosus är en skalbaggsart som först beskrevs av Dru Drury 1773.  Nothopleurus maxillosus ingår i släktet Nothopleurus och familjen långhorningar.
Artens utbredningsområde är:
- Kuba.
- Guadeloupe.
- Martinique.

Inga underarter finns listade i Catalogue of Life.